# Andreas Schmid (Biologe)
Andreas Schmid (* 27. Juni 1966 in Geislingen an der Steige) ist ein deutscher Biologe.

## Leben
Er erwarb 1992 das Diplom in Biologie (Mikrobiologie, Biochemie) an der Universität Stuttgart, 1997 den Dr. rer. nat. in Stuttgart (Karl-Heinrich Engesser und Hans-Joachim Knackmuss) und 2004 die Habilitation an der ETHZ (venia legendi für Mikrobiologie und Biotechnologie). Von 2004 bis 2014 lehrte er als Professor für Chemische Biotechnologie, Fachbereich Bio- und Chemieingenieurwesen der TU Dortmund. Seit 2014 ist er Leiter der Abteilung Solare Materialien am Helmholtz-Zentrum für Umweltforschung.
Seine Forschungsinteressen sind Photobiotechnologie, Einzelzellanalyse, Nano- und Mikroreaktoren, katalytische Biofilme, (kontinuierliche) Redox-Biokatalyse mit ganzen Zellen und isolierten Enzymen, hochproduktive und spezifische Oxyfunktionalisierungen von Kohlenwasserstoffen mittels mikrobieller Zellen, Systembiotechnologie in Escherichia coli, Pseudomonas putida und Hefe, Nachhaltigkeit.
Schmid ist ordentliches Mitglied der Deutschen Akademie der Technikwissenschaften.